# Argonauta nouryi
Argonauta nouryi är en bläckfiskart som beskrevs av Lorois 1852. Argonauta nouryi ingår i släktet Argonauta och familjen Argonautidae. Inga underarter finns listade i Catalogue of Life.

## Bildgalleri

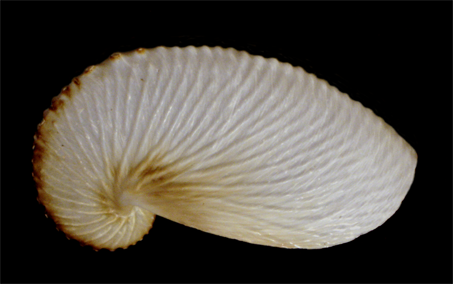